# Лего: Джурасик свят
„Лего: Джурасик свят“ (на английски: Lego Jurassic World: Legend of Isla Nublar) е компютърно анимиран минисериал в 13 епизода, който е прелюдия на филма „Джурасик свят“ от 2015 г. и е вдъхновен от играчките на Лего през 2012 г. Премиерата на сериала се излъчва по Family Channel в Канада на 6 юли 2019 г.

## Актьорски състав
- Иън Ханлин – Оуен Грейди
- Брит Маккилип – Клеър Диъринг
- Дхирендра – Саймън Масрани
- Шекхар Паледжа – Седрик Марсани
- Алекс Захара и Вик Хоскинс – Пътеводител на динозаврите
- Винсънт Тонг – д-р Хенри Ву
- Бетани Браун – Алисън Майлс
- Адриан Петриу – Дани Медърмайър
- Андрю Кавадас – Синджин Прескот
- Кърби Мороу – Ларсън Мичъл
- Уилям Къклис – Денис Недри
- Никълъс Холмс – Хъдсън Харпър
- Брадли Дъфи – д-р Иън Малкълм
- Патриша Дрейк – Даян
- Ейдън Дръмънд – Роби

## В България
В България сериалът започва излъчване по локалната версия на Никелодеон през 2020 г.

### Нахсинхронен дублаж
| Роля          | Изпълнител              |
| ------------- | ----------------------- |
| Четец надписи | Александър Хаджиангелов |
| Оуен          | Борис Кашев             |
| Даян          | Евгения Ангелова        |
| Саймън        | Христо Димитров         |
| Клеър         | Неда Спасова            |
| Хъдсън        | Стоян Кукуванов         |
| Алисън        | Вилма Стоянова          |

| Обработка           | студио „Про Филмс“ |
| ------------------- | ------------------ |
| Режисьор на дублажа | Евгения Ангелова   |
| Преводач            | Дара Цветкова      |